# Harry Mergel

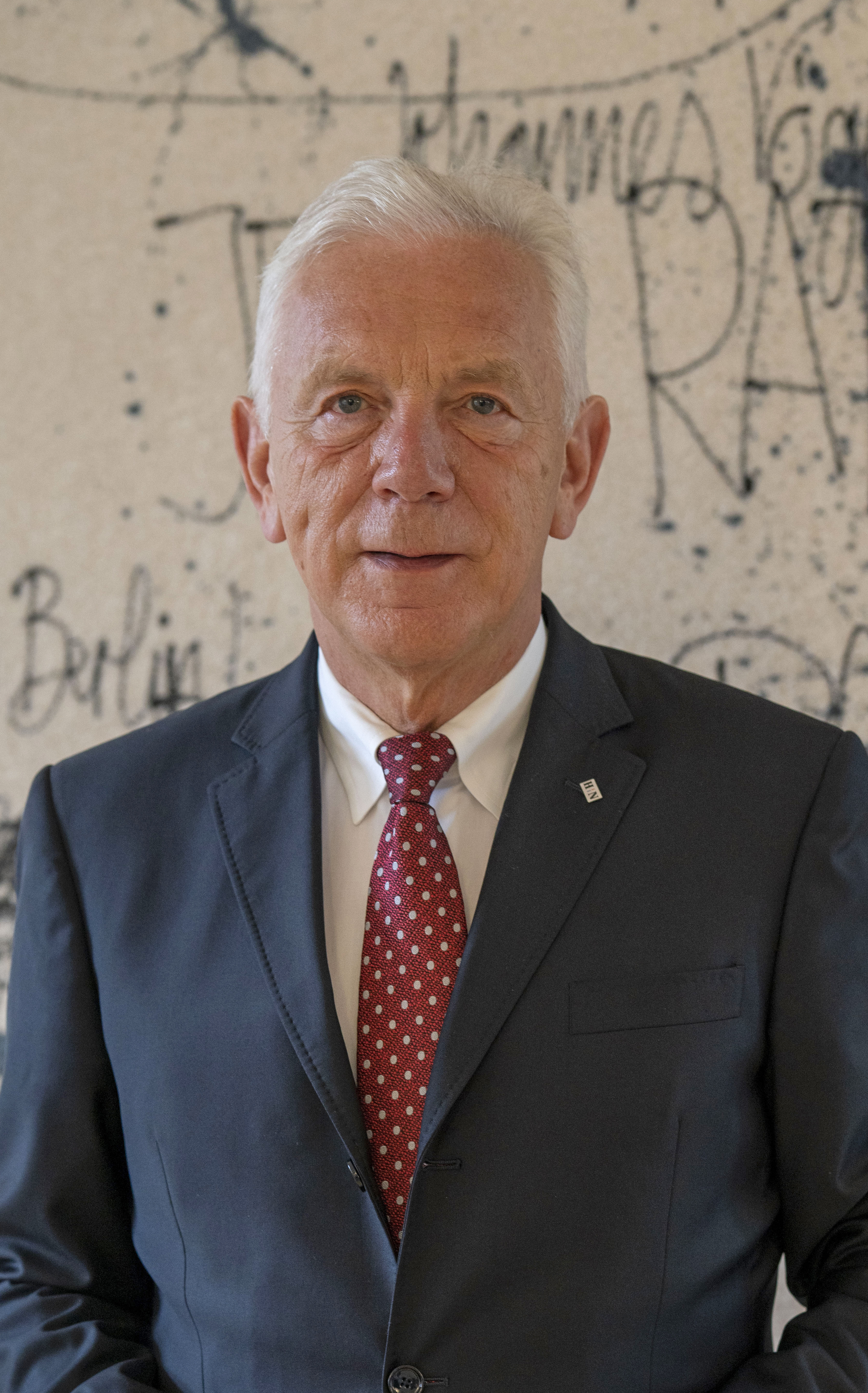
Harry Mergel (2021)

Harry Mergel (* 11. Februar 1956 in Heilbronn) ist ein deutscher Kommunalpolitiker (SPD). Seit dem 1. Mai 2014 ist er Oberbürgermeister der Stadt Heilbronn.

## Leben und Beruf
Mergel stammt aus einer Handwerkerfamilie, sein Vater war Malermeister, seine Mutter Hausfrau. Er wuchs im Heilbronner Südviertel auf, besuchte dort die Wilhelm-Hauff-Schule und absolvierte dann eine Berufsausbildung zum Kaufmann im Groß- und Außenhandel bei Intersport Deutschland. Als Schüler spielte er beim VfR Heilbronn Fußball, vom Jahr 1974 bis Mitte der 1980er-Jahre dann beim Fußball-Verein Union Böckingen. Nach der Fusion beider Vereine zum FC Union Heilbronn ist er heute diesem besonders verbunden. Außerdem engagierte sich Mergel besonders für die Kinderfreizeitstätte auf dem Heilbronner Gaffenberg. Hier war er nicht nur als Kind und Betreuer, sondern auch im sogenannten „Stab“ tätig und im Jahr 1986 gemeinsam mit Rudi Faul Initiator des Gaffenberg-Festivals, das er 19 Jahre leitete.
Nach dem Erwerb der Hochschulreife auf dem Zweiten Bildungsweg im Jahr 1978 begann er zunächst mit einem dualen Studium für den gehobenen Verwaltungsdienst, das er als Diplom-Verwaltungswirt (FH) abschloss. Anschließend studierte er Wirtschaftswissenschaft und Geschichte auf Lehramt. Nach der zweiten Staatsprüfung im Jahr 1986 war er als Referendar an der Heilbronner Berufsschule Andreas-Schneider-Schule tätig, bevor er nach kurzem Zwischenstopp am Walter-Eucken-Gymnasium in Freiburg im Breisgau als Handelsschulrat an die Andreas-Schneider-Schule zurückkehrte.
Harry Mergel ist seit dem Jahr 1989 mit Beate Bindereif-Mergel verheiratet. Sie haben zwei Kinder und wohnen im Stadtteil Sontheim.

## Partei und Politik
Im Jahr 1974 trat Harry Mergel, der aus einem sozialdemokratischen Elternhaus stammt, der SPD bei. Seinen Angaben zufolge brachten ihn Willy Brandt und der Heilbronner Bundestagsabgeordnete Erhard Eppler in die Partei. In den Jahren 1989 bis 2005 saß er für die SPD im Gemeinderat der Stadt Heilbronn und war dort von 1996 bis 2005 auch SPD-Fraktionsvorsitzender. Im Jahr 1999 trat er bei der Oberbürgermeisterwahl in Heilbronn an, unterlag jedoch dem vom bürgerlichen Lager unterstützten, parteilosen Heidenheimer Oberbürgermeister Helmut Himmelsbach. Im Jahr 2007 unterstützte die SPD die Wiederwahl Himmelsbachs.
Im Jahr 2005 wurde Harry Mergel vom Gemeinderat Heilbronn zum Bürgermeister für die Bereiche Jugend, Familie, Senioren, Integration, Schule, Kultur, Sport, Öffentliche Sicherheit und Ordnung, Bürgerdienste und Gesundheit gewählt. Im Mai 2013 erfolgte mit 37 Ja-Stimmen gegen 2 Nein-Stimmen die Wiederwahl. Als zweiter Beigeordneter in der Heilbronner Verwaltungsspitze war Mergel, gemäß Heilbronner Hauptsatzung, einer der Stellvertreter des Oberbürgermeisters.
Im September 2013 schlug die SPD Mergel wieder als Kandidat für die Heilbronner Oberbürgermeisterwahl am 16. März 2014 vor. Hinter Mergels Kandidatur stellten sich SPD, Grüne und Freie Wähler. Wichtigster Gegenkandidat Mergels war sein von CDU und FDP vorgeschlagener Bürgermeisterkollege Martin Diepgen. Überregionales Aufsehen erregte der Umstand, dass Mergel den sonst eher öffentlichkeitsscheuen Lidl-Gründer Dieter Schwarz und dessen Frau als Wahlkampf-Unterstützer gewinnen konnte. Mergel gewann die Wahl zum Oberbürgermeister im ersten Wahlgang mit 55,9 %.
Am 6. Februar 2022 wurde Mergel im ersten Wahlgang mit 81,5 % der abgegebenen Stimmen für eine zweite Amtszeit wiedergewählt.
Mergel ist zudem Aufsichtsratsvorsitzender unter anderem der Stadtsiedlung Heilbronn GmbH, der SLK-Kliniken Heilbronn GmbH, der Regionalen Gesundheitsholding Heilbronn-Franken GmbH sowie der Südwestdeutschen Salzwerke AG.